# Пульниково (Талицкий городской округ)
Пульниково — упразднённый в апреле 2020 года посёлок, находившийся в Талицком городском округе Свердловской области, Россия.

## Географическое положение
Пульниково располагалось к северо-западу от города Талицы, на водоразделе рек Куяр и Юрмыч (левые притоки Пышмы). В 2 километрах к северу от бывшего посёлка проходит Сибирский тракт, а в самом посёлке ранее находился остановочный пункт Пульниково Свердловской железной дороги.

## История
В марте 2020 года был внесён законопроект об упразднении посёлка. Законопроект внесла в заксобрание дума Талицкого городского округа. В пояснительной записке говорится, что в посёлке Пульниково нет ни постоянно проживающего населения, ни жилых, ни административных и хозяйственных построек, нет социальной, транспортной и иной инфраструктуры. Упразднён областным законом № 33-ОЗ от 25 марта 2020.

## Население
| 2002 | 2010 |
| ---- | ---- |
| 0    | →0   |